# Nammu
Nella mitologia sumera, Nammu (in sumerico: 𒀭𒇉 dENGUR = dLAGAB×ḪAL), chiamata anche Namma, Namnamu e Nannama, è la dèa sumera delle acque primigenie cosmogoniche da cui si origina tutta l'esistenza. Se il mito della creazione babilonese Enûma Elish è basato su un mito sumero, come sembrerebbe essere, Nammu/Namma è la dèa sumera del mare primordiale che diede vita al paradiso e alla terra e ai primi dei. Lei era probabilmente la prima personificazione della costellazione che più tardi i Babilonesi avrebbero chiamato Tiāmat (per i Greci Cetus) e che era opposta ad Apsû, la fresca acqua dell'oceano che i Sumeri credevano giacere sotto la terra, l'acqua che era fonte della vita e fertilità in una regione in cui non vi erano che scarse piogge.
Come Nammu/Namma è la dea delle acque della fertilità, così An è il dio del cielo. Nammu/Namma e suo figlio Enki crearono l'umanità affinché servissero gli dei. Enki è il dio dell'agricoltura che presidiava le acque dell'Apsû.